# Húnbogi Þorgilsson
Húnbogi Þorgilsson (1069-1150) fue un caudillo medieval de Islandia, tenía su hacienda en Skarð á Skarðsströnd, Dalasýsla, y fue el primer patriarca del clan familiar de los Skarðverjar, clan inicialmente conocido como Húnbogaætt.
No hay registros fiables sobre su genealogía, pero la saga Sturlunga menciona que su padre fue Þorgils Oddson, aunque hay indicios que también pudo ser hijo de Þorgils Gellirsson y hermano de Ari fróði. Estas dudas surgen porque la mitad de la familia de Þorgils Oddson poseían la mitad del goðorð de Þórsnes y el clan de Ari fróði la otra mitad.
Algunos de sus vecinos tuvieron enfrentamientos notables como Hafliði Másson contra Þorgils Oddson, pero Húnbogi era un hombre tranquilo que no se involucraba en conflictos de otros clanes. Fue Hvamm-Sturla entre otros notables los que intervinieron para calmar ambas partes en conflicto cuando Hafliði llegó a Dalasýsla en 1120.
Casó con Yngveldur Hauksdóttir y su hijo Snorri Húnbogason fue lögsögumaður en Skarði.